# مانفريد كيرلاخ

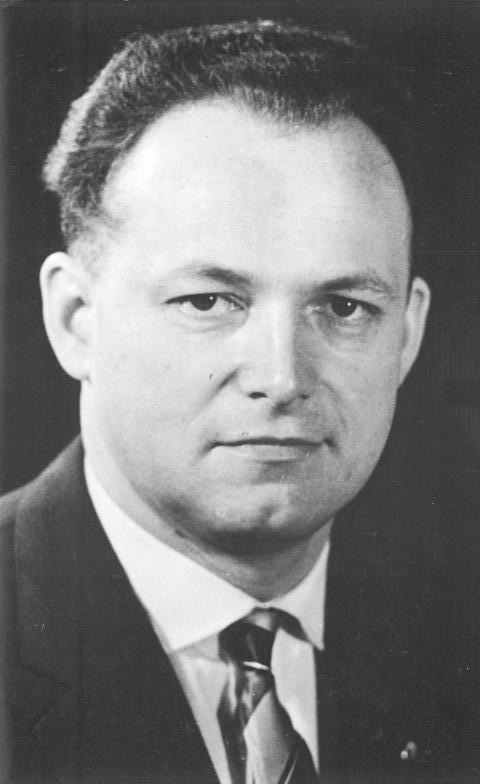
مانفريد كيرلاخ

مانفريد كيرلاخ (بالألمانية: Manfred Gerlach)‏ ولد في 8 مايو 1928 هو سياسي ألماني سابق كان رئيساً لمجلس الدولة وبالتالي رأس دولة ألمانيا الشرقية من 6 ديسمبر 1989 إلى 5 أبريل 1990.

## سيرة حياته
ولد في لايبزيغ وأسس حركة غير شرعية شبابية مقاومة للفاشية عام 1943, في 1944 اُعتقل.
بعد الحرب انخرط في السياسة وكان من المشاركيين في تأسيس الحزب الديمقراطي الليبرالي الألماني "LDPD" وحركة الشباب الحر في لايبزيغ ,من 1946 ولغاية 1950 أصبح قائد شباب "LPDP" لشمال غرب سكسونيا, ومن 1947-1952 عضواً في المجلس التنفيذي لساكسوني الحزب، ثُم أصبح عمدة لمدينة لايبزيغ.
من 1951 إلى 1953 كان نائباً لحزب "LDPD" ومن 1954 إلى 1967 سكرتير رئيسي للحزب، و 1967 أصبح رئيساً له لفية 10 فبراير 1990.
في 13 اوكتوبر 1989 أصبح أهم سياسي ألماني شرقي بعد تصريحاته للجماهير حول احتكار الحكم من قبل اتحاد الأحزاب الاشتراكية الألمانية"SED".
بعد سقوط جدار برلين اُنتخب رئيساً للمجلس وبذلك أصبح أول رجل غير شيوعي رئيس لالمانيا الشرقية.

## روابط خارجية
- مانفريد كيرلاخ على موقع مونزينجر (الألمانية)
- مانفريد كيرلاخ على موقع ميوزك برينز (الإنجليزية)
- مانفريد كيرلاخ على موقع ديسكوغز (الإنجليزية)